# 吴清德
拿督吴清德（英語：Goh Cheng Teik，1943年10月16日—2019年3月17日），马来西亚政治人物、民政党党员。

## 生平
吴清德出生于槟城北海。曾就读美国哈佛大学。从政前曾在马来亚大学任职历史系讲师。
1969年，民政党掌管了槟城后，创党人林苍佑拉拢他加入，从1978年开始代表民政党参加选举，直到1999年大选，而这之中他没有失败过。在第四任首相马哈迪·莫哈末执政期间，吴清德曾担任农业部副部长（1983-1986）、土地及合作社部副部长（1995-1999）等职。
1999年淡出政坛。2000年3月1日退出民政党。2010年获槟州元首阿都拉曼阿峇斯封赐DMPN（拿督）勋衔。
2019年3月17日，吴清德因肺部感染在马大医药中心去世，享年76岁。

## 轶事
在担任农业部副部长期间，吴清德曾呼吁华社“吃猪肉可促进大团结”，一度引起议论。